# جودی هاتون
جودی هاتون (انگلیسی: Jodie Hutton؛ زادهٔ ۱۱ فوریهٔ ۲۰۰۱) بازیکن فوتبال اهل انگلستان است که در پست مدافع برای باشگاه شفیلد یونایتد در مسابقات قهرمانی زنان انگلستان بازی می‌کند. هاتون محصول آکادمی زنان استون ویلا است.
وی همچنین در تیم‌های ملی فوتبال زیر ۱۸ سال زنان انگلستان و زیر ۱۹ سال زنان انگلستان بازی کرده است.